# 歌和老街公園

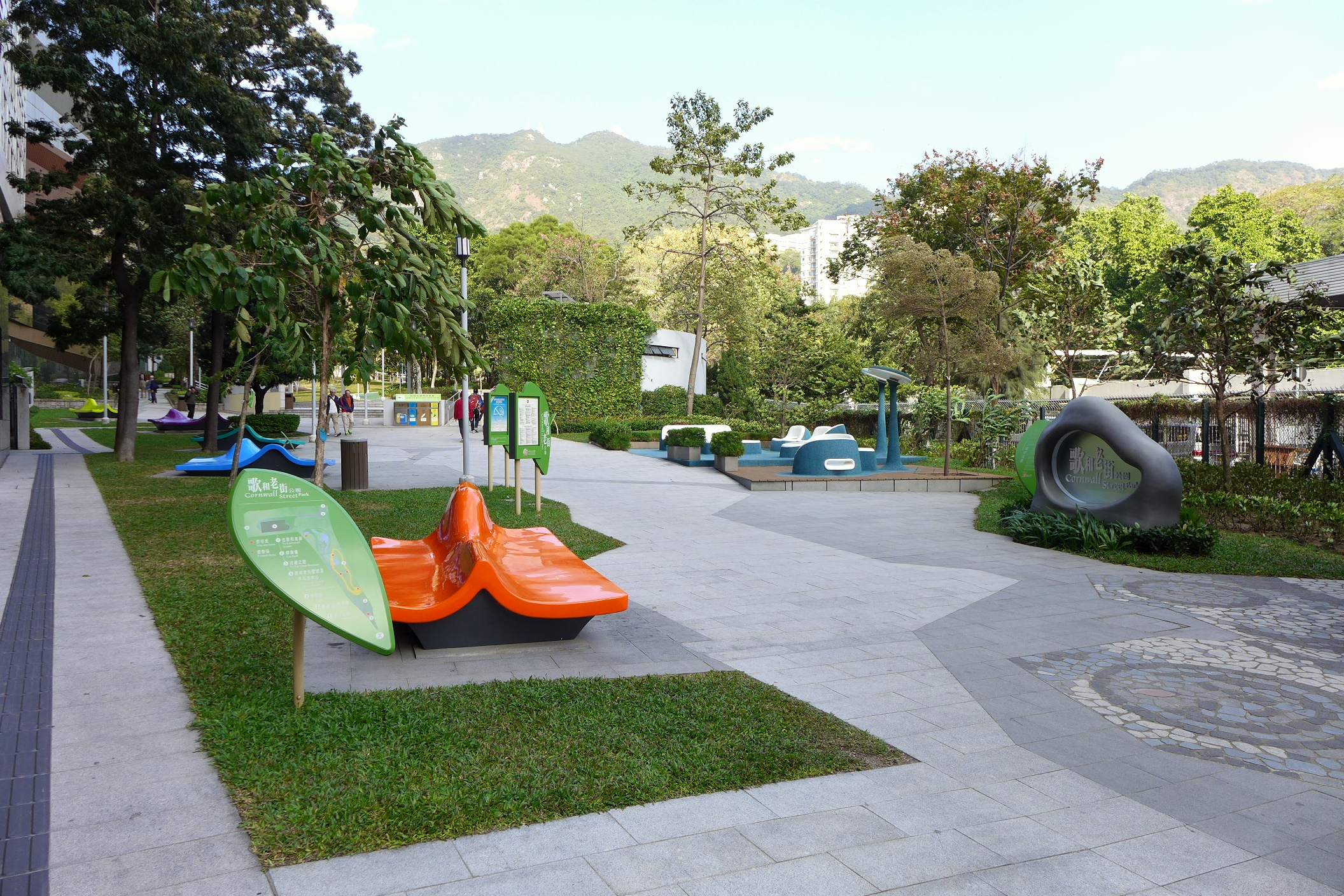
公園入口

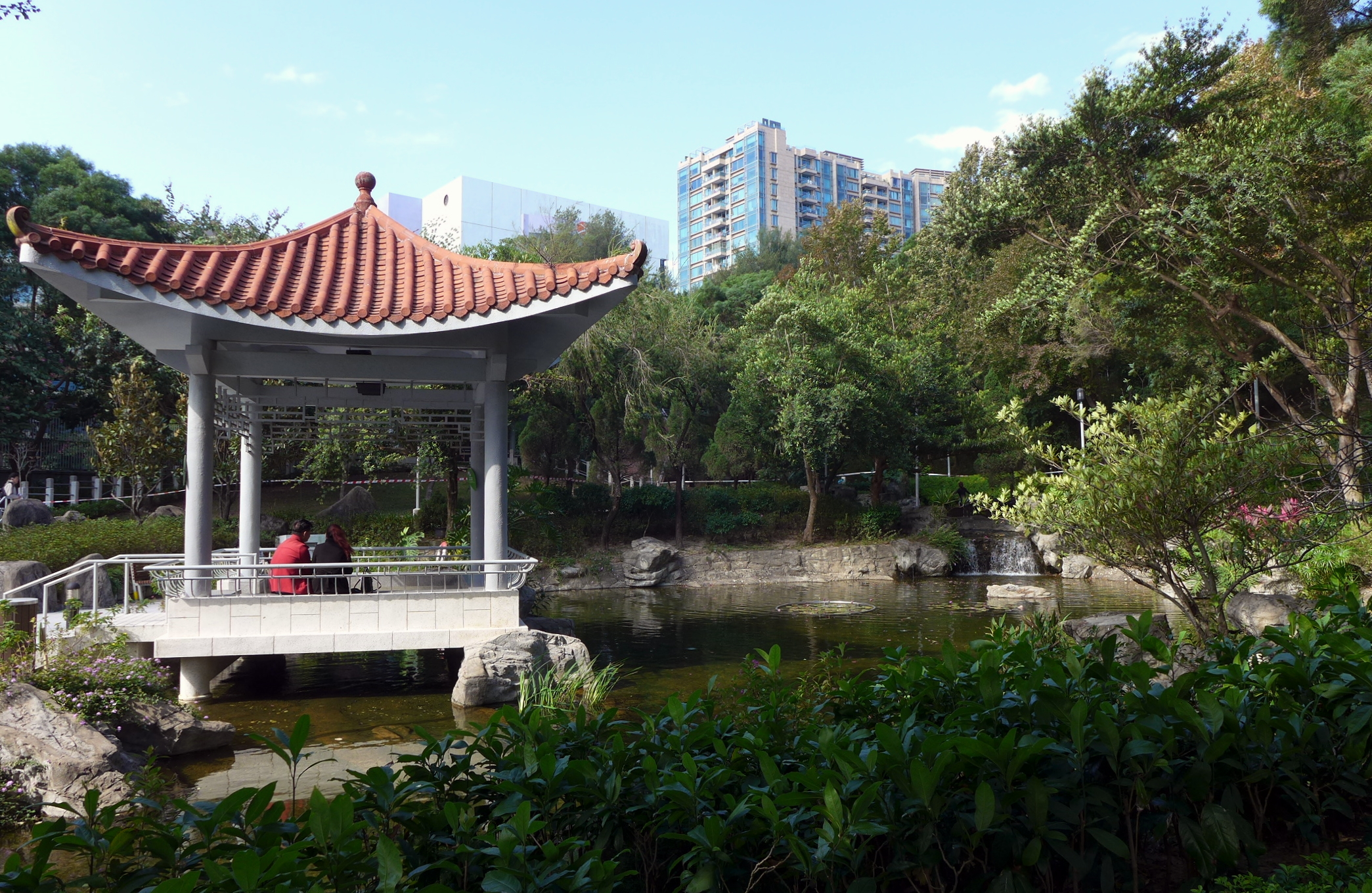
池塘及涼亭

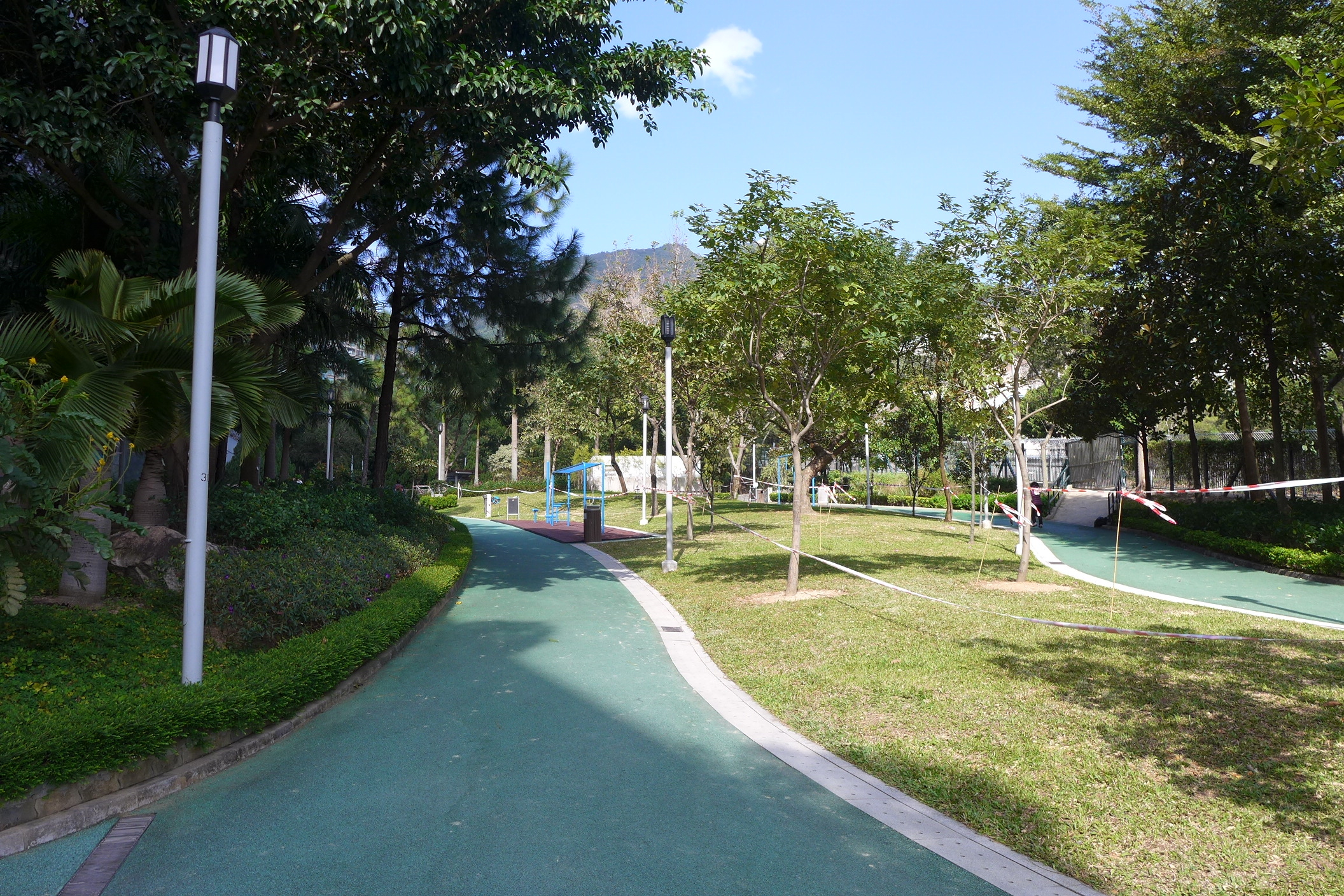
缓跑徑

歌和老街公園（英語：Cornwall Street Park）位於香港九龍歌和老街及達之路交界，以從小西湖流下來的溪澗，築成各種水玩意，給公眾作遊園地。公園在1995年落成，現時屬康樂及文化事務署管轄，公園原址前身是小西湖村，1981至1982年興建九龍塘火車站時遭清拆。

## 建築
- 運用小西湖流下來的天然溪澗及地理落差，築成水溪、瀑布及多個小池塘，部分地方築有江南水榭涼亭，四周保留原始的天然喬木叢林，並沿著遊園小徑栽種各種鮮花。設有洗手間、飲料售賣機及休憩座椅涼亭給遊人休息。 [1]
- 歌和老街壁球及乒乓球中心：樓高五層的現代化空氣調節混凝土建築物，設有餐廳、16個壁球場、20檯乒乓球桌、盥洗室、更衣室及澡堂。

## 潮裝公園
2012年，康文署為公園進行全面翻新，包括更換所有告示牌及改建部份設施。同年9月落成後以「城中流意」為主題，並開放了更多綠草地，方便市民在草坪上進行各式活動。園中亦添置3組創意傢具，分別名為“園中居”、“城中氈”和“消愁瀑布”。

## 開放時間
每日07:00-23:00

## 鄰近的觀光點
- 石硤尾公園（Shek Kip Mei Park）
- 小西湖 (香港)(Siu Sai Wu)：香港水務署管轄的蓄水池。

## 外部連結
- 歌和老街公園官方網站 （页面存档备份，存于） (繁體中文)
- 2008年10月：歌和老街公園的影像